# Arna del tomàquet
L'arna del tomàquet (Tuta absoluta) és una espècie de petit lepidòpter ditrisi de la família dels gelèquids (Gelechiidae). És una plaga pels conreus de tomata, creïlla, l'albergina i altres solanàcies tant silvestres com cultivades.
És molt estesa per Amèrica del Sud, però no apareix per damunt dels 1.000 metres d'altitud, ni en zones de temperatures baixes. És una espècie invasora introduïda a l'estat espanyol d'ençà del 2006. Al País Valencià i Eivissa va arribar el 2007 i un any després a les altres Illes Balears. Genera pèrdues de dues formes: a través de la reducció de rendiments i la disminució del seu valor comercial.
D'alt potencial reproductiu (poden arribar a les 12 generacions a l'any), els adults són d'hàbits nocturns mentre que durant el dia s'amaguen entre el fullatge. La femella efectua la seua posta sobre la part aèria de la planta, especialment en l'anvers dels fulles de manera isolada, però també se'n poden trobar en altres òrgans de la planta. Posa entre 40-50 ous durant la seua vida, amb un màxim d'uns 260 ous. L'adult presenta una coloració grisenca amb taques negres en les ales anteriors i arriba a 10 mm d'envergadura.

## Creixement i desenvolupament
Els ous són cilíndrics, de color blanc crema a groc, mesura 0,4 mm de llarg per 0,2 de diàmetre i solen depositar-se en el revés dels fulles.
Després de descloure's, les larves passen per quatre estadis larvaris i arriben al final de l'últim amb una longitud de 7,5 mm. Són de color verdós amb taques rosades, per a després pupar en el sòl, sobre la superfície de les fulles o inclús dins de les galeries, en funció de les condicions ambientals.
La pupa sol estar recoberta d'un capoll blanc i sedós i se la pot localitzar en qualsevol lloc de la planta i del sòl.
Les larves solen presentar color crema amb el cap fosc, i la part dorsal del segment prototoràcic només fosca en una estreta banda, cosa que la diferencia de Phthorimaea operculella (arna de la creïlla, també Gelechiidae), que té la totalitat del dit segment de color fosc. Passen a color verdós i lleugerament rosat, sobretot en la zona dorsal a partir del segon estadi larvari. Les larves tenen entre 1 i 8 mm de longitud. La pupa és de color marró, i l'adult que mesura uns 10 mm, posseïx antenes filiformes i ales grises amb taques negres sobre les ales anteriors.
L'espècie necessita 29 a 38 dies per a completar el seu cicle, segons les temperatures. Presenta un nombre alt de generacions anuals (10-12). Les baixes temperatures són un factor limitador de la seua supervivència.

## Danys en els cultius
Pot causar pèrdues de rendiment de fins al 100%. En més nàixer les larves penetren als fruits de tomaca, fulles o tiges de què s'alimenten en crear perforacions i galeries. Els fruits poden ser atacats des de la seua formació, el que pot causar què es podrisquen posteriorment per l'acció de patògens secundaris, el que permet una ràpida observació dels símptomes. Sobre les fulles, les larves s'alimenten únicament del teixit del mesófil i deixen l'epidermis intacta. Les mines són irregulars i posteriorment es necrosen. Les galeries sobre la tija afecten el desenrotllament de les plantes.

## Presència i control de la plaga
Per detectar precoçment la presència de Tuta absoluta en una zona productora, s'utilitzen trampes amb feromones sexuals. Mentre no es capturen individus, no hi ha risc de danys.
Per al control de la plaga s'estan desenvolupant diverses estratègies de control integral de plagues, combinant l'ús de feromones sintètiques per a la detecció precoç i el seguiment de les poblacions, control biològic amb enemics naturals com microorganismes (Bacillus thuringiensis), fongs, insectes parasitaris i depredadors com la pipistrel·la així com els tractaments amb productes fitosanitaris químics de contacte i sistèmics.
Una mesura recomanada és arrancar i destruir tot el material afectat, així com les restes de la collita. Igualment és recomanable la rotació amb cultius que no siguen solanàcies. També efectuar un seguiment i eliminar d'altres plantes hoste que pogueren albergar la plaga, especialment de les espècies silvestres que són sensibles al seu atac.
Al cas de cultiu en hivernacle la utilització de malles amb un espai d'obertura inferior a 1,6 mm impedix l'entrada o l'eixida de Tuta absoluta.